# Jean-François Gossiaux
Pour les articles homonymes, voir Gossiaux.
Jean-François Gossiaux est un ethnologue français.

## Biographie
Docteur en anthropologie sociale et historique (1984), spécialiste des Balkans, Jean-François Gossiaux est directeur d'études à l'École des hautes études en sciences sociales, et directeur de l'Institut interdisciplinaire d'anthropologie du contemporain.

## Ouvrages
- 1984 : Le Groupe domestique dans la Yougoslavie rurale, Paris Centre d'ethnologie française  — thèse de 3e cycle en anthropologie sociale et historique remaniée (BNF 36953045).
- 1992 : Avoir seize ans dans les Ardennes,  Paris, CTHS.
- 2002 : Pouvoirs ethniques dans les Balkans, Paris, Presses universitaires de France (coll. « Ethnologies »).
- 2016 : Les Débris épars du progrès : évolutionnisme versus anthropologie, Paris, Maison des sciences de l'homme (coll. « Le (Bien) commun ») (BNF 44499014).